# 短母趾伸筋
短母趾伸筋（たんぼししんきん、Extensor hallucis brevis muscle）は人間の下肢の筋肉で母趾MP関節の伸展を行う。
足根洞の入口の近くの踵骨および下伸筋支帯の1脚から起こり、第1指の指背腱膜で停止する。